# Víctor Ayala
Víctor Hugo Ayala Núñez, mais conhecido como Víctor Ayala (Eusebio Ayala, 1 de janeiro de 1988) é um futebolista paraguaio que atua como Meio-campo. Defende atualmente o CS San Lorenzo.

## Carreira

### Huracán
Ayala se profissionalizou no Sport Colombia<, em 2005.

### Lanús
Ayala integrou o Club Atlético Lanús‎ na campanha vitoriosa da Copa Sul-Americana de 2013.

## Seleção
Fez parte do elenco da Seleção Paraguaia de Futebol na Copa América Centenário.

## Títulos
Club Libertad
- Division Profesional: 2010 (Clausura)

Lanús
- Campeonato Argentino: 2016
- Copa Sul-Americana: 2013
- Copa Bicentenario:2016